# Хармоко
Хармоко (индон. Harmoko) (7 февраля 1939 — 4 июля 2021) — индонезийский политический деятель. 
В 1993-1998 годах — председатель блока «Голкар». Занимал пост министра информации во время президентства Сухарто с 1983 по 1997 год. С 1997 по 1999 год был председателем Народного консультативного конгресса и Совета народных представителей.

## Смерть
Хармоко умер от коронавирусной инфекции 4 июля 2021 года в военном госпитале Gatot Soebroto.

## Награды
- Орден «Звезда Республики Индонезии» 3-й степени (1999)[3];